# Tarakiris orientals
Els tarakiris orientals (o ayames) són els membres d'un clan ijaw que viuen a l'estat de Bayelsa, al sud de Nigèria. Els tarakiris orientals parlen el dialecte tarakiri est de la llengua izon.
Els tarakiris obtingueren el nom del seu clan de Tara, un fill d'Ujo.

## Història
Els ancestres dels tarakiris orientals van abandonar Agadagba-Bou, la ciutat primigènia dels ijaws, i es van establir a l'antiga ciutat d'Isoma-Bou. Aquest assentament es va dividir en tres seccions i va ser el lloc originari de diversos clans (obiames i kolokumes) i d'ella hi van partir dues migracions importants, una sense raó aparent i una altra pel fet que va patir un atac per a capturar esclaus, que va provocar que fos abandonada.
Ayama, que era fill de Tara (considerat primer avantpassat dels tarakiris) van marxar a Obiama. Quan aquesta es va dividir, la secció dels tarakris es van assentar a la zona d'Ogbia i van fundar les ciutats d'Obololi, Ayama, Oweikorogha, Ogeibiri, Sangama i Odobolo.